# Levante dos Tupinambás

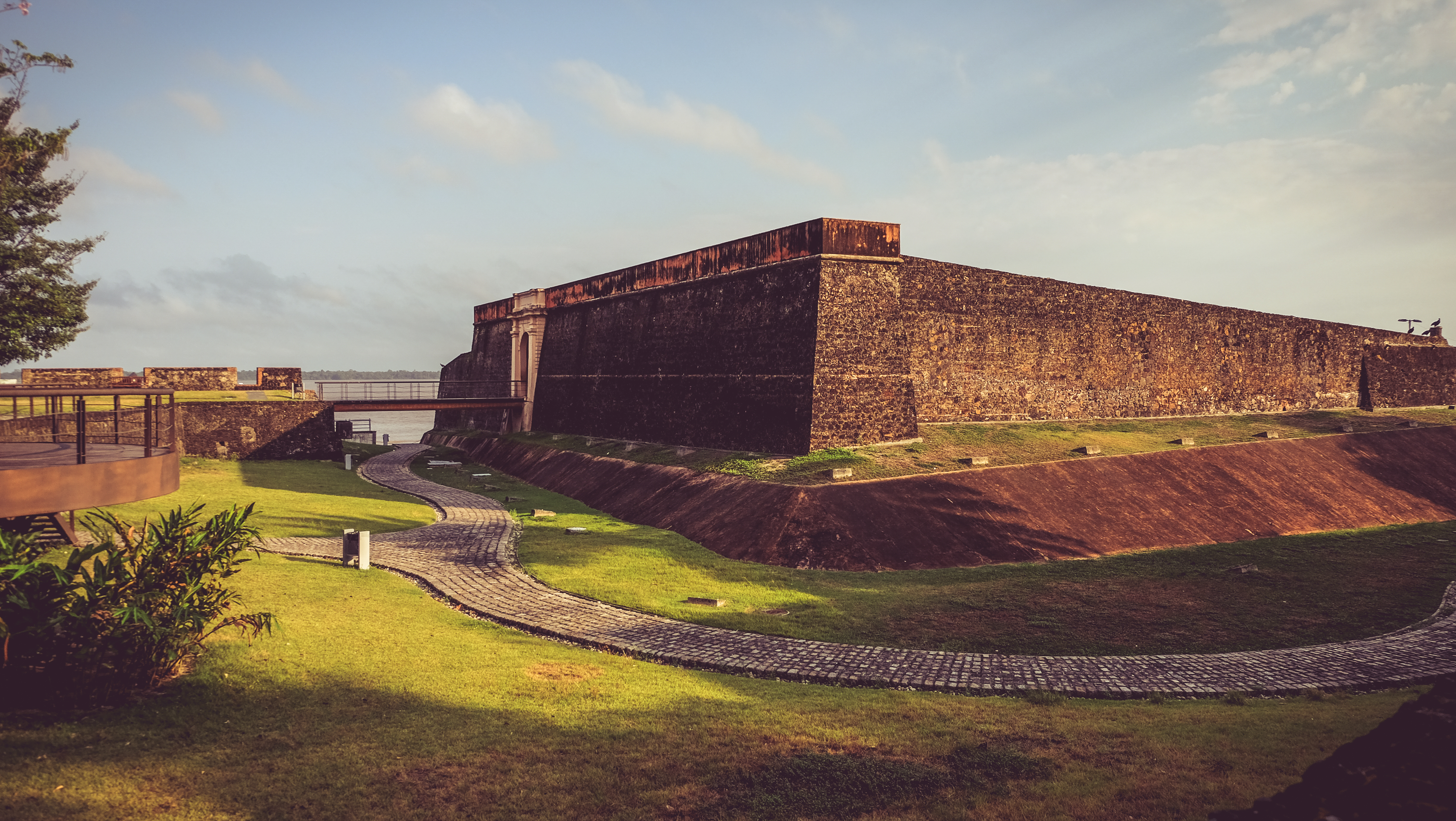
Forte do Presépio localizado na cidade de Belém do Pará

O Levante dos Tupinambás (1617-1621), também chamado de Revolta dos Tupinambás, aconteceu no dia 13 de janeiro de 1618 e foi liderado pelo tuxaua (cacique) Guaimiaba (Cabelo de Velha), que reuniu diversos grupos indígenas nativos da movimentada região de Mairi (atual cidade de Belém do Pará) para travar uma luta contra os portugueses, devido aos abusos cometidos por estes colonizadores ao explorarem a mão de obra indígena na Conquista do Pará. Movimento marcante dentre uma série de levantes que ocorreram na região no período de 1617 à 1619. As disputas culminaram no ataque em janeiro de 1619 dos tupinambás ao Forte do Presépio (fortificação portuguesa), localizado às margens da baía do Guajará.
No início do século XVII, os portugueses faziam expedições pelo território brasileiro. Onde a região do extremo norte do país estava invadida por ingleses e holandeses, que criaram feitorias para explorar a matéria-prima que seria vendida na Europa. Assim, os portugueses iniciaram campanhas militares para fortalecer o domínio no território amazônico e garantir a exploração dos recursos naturais local (drogas do sertão), devido a perda de concorrência no mercado asiático para os holandeses. Onde em 1580 ocorreu a invasão portuguesa e a implantação de um núcleo colonial com o capitão Castelo Branco e, em 1616, os colonos fundaram a cidade de Belém e se assentaram na Amazônia, com o objetivo de proteger a entrada do Rio Amazonas. Fizeram aliança com os tupinambás nativos do local (povo formado a partir da migração de Tupis que habitavam o litoral nordestino).
A aliança com os tupinambás do Pará, foi mediada pela etnia do Maranhão que já tinha uma relação com os estrangeiros, buscando benefícios no comércio e nas guerras. Porém os colonos passaram, então, a escravizar os tupinambás, assim como fizeram  com indígenas do nordeste do país, a primeira a ser conquistada.
Os abusos da escravidão resultaram na união contra os portugueses. Os indígenas capturados sofriam com imposições físicas, culturais e religiosas por parte dos portugueses, via missionários franciscanos e jesuítas, além de servirem como mão de obra na produção colonial. Os levantes resultaram em massacres e prisões de nativos, que serviam de tropas para as disputas dos portugueses.

## História

### Contexto
A expansão marítima europeia, iniciada no século XV, surgiu da necessidade dos países de ampliarem seu comércio em crise, principalmente devido ao monopólio comercial dos turcos na região do Oriente e o domínio dos árabes na África. Com o aumento do preço das mercadorias asiáticas e africanas, como pedras preciosas, perfumes, tecidos e especiarias, os europeus iniciaram grandes viagens de navios para o descobrimento de novas terras a serem exploradas. As viagens portuguesas e espanholas resultaram na conquista de diversos territórios, entre eles, o continente americano. Com o objetivo de dividirem as terras a serem dominadas por cada um deles, Portugal e Espanha assinaram o Tratado de Tordesilhas, em 1494. O acordo separava o mundo por um meridiano imaginário: o lado oriental era português e o ocidental era espanhol. O meridiano de Tordesilhas cortava o território brasileiro em duas partes e Portugal tinha direito, apenas, da área que hoje compreende a região nordeste e uma pequena parte do sudeste do país. Contudo, a iniciativa colonizadora dos portugueses no Brasil, para exploração das riquezas naturais e o povoamento, foi ampliada para além dos limites definidos pelo Tratado, durante os séculos XVII e XVIII.
No século XVII, as disputas territoriais e a concorrência entre as potências europeias foram as motivações para a exploração da Amazônia, um território vasto e com variedade de riquezas, ainda desconhecidas pelos colonizadores. De acordo com o tratado, a área estava designada aos espanhóis. Contudo, após se consolidarem na região nordeste do Brasil, os portugueses começaram a estender seus domínios, visando colonizar todo o território. A dominação dos portugueses no Brasil teve três principais agentes sociais: os colonos, os missionários e os índios. Os missionários viajavam ao Brasil com o objetivo de catequizar os índios, enquanto os colonos se aproveitavam dos índios nativos para construção do seu domínio de bens e poder. Havia uma luta de interesses e motivações entre os dois grupos europeus. Apesar de obrigarem os indígenas a se converterem a uma nova religião, os religiosos também defendiam as tribos diante dos exageros cometidos pelos colonos. Então, a ação dos missionários era ambígua, uma vez que eles denunciavam os abusos e entravam em conflito com os colonos e, ao mesmo tempo, faziam parte do povo português, dependendo de relações com os poderosos para se manterem.

#### Escravização indígena

Sebastião I, Rei de Portugal e Algarves (reinado 1557 - 1578)

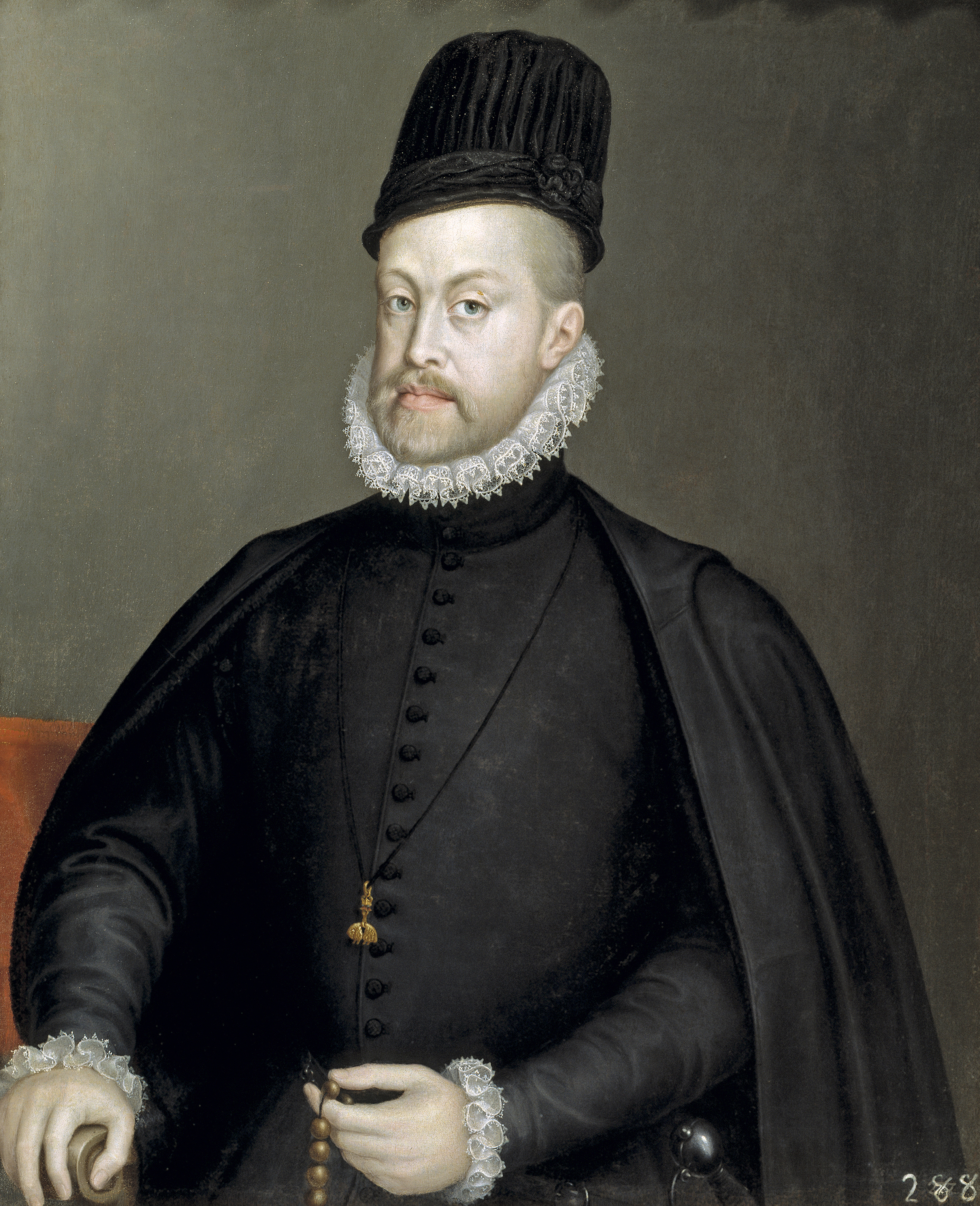
Rei da Espanha de 1556 até sua morte e também Rei de Portugal e Algarves como Filipe I a partir de 1581

No século XVI, os colonos se deslocavam ao sertão brasileiro para apreender índios, que depois seriam tratados como escravos, trabalhando sem nenhum tipo de remuneração e sendo trocados e vendidos. Houve tentativas, de parte dos próprios portugueses, de limitar esse tratamento explorador e servil. Em 20 de março de 1570, D. Sebastião promulgou a primeira lei proibindo essa prática de exploração feita pelos colonos. Contudo, a lei legitimava a captura de indígenas em duas situações: em guerras justas travadas com licença do governador ou do rei e quando fossem para prevenir a antropofagia. Os colonos passaram a se aproveitar das concessões da lei para justificarem o aprisionamento dos índios. Posteriormente, o rei Filipe II foi pressionado pelos missionários e anulou a lei sebastiânica, determinando que os nativos não poderiam mais ser capturados, a não ser em guerras ordenadas pelo rei. Em 1605, Filipe III confirmou o decreto do pai sobre o assunto. Em 1609, a captura de muitos índios na cidade de Jaguaribe, no Ceará, originou uma nova declaração. Filipe III declarou que todos os gentios eram livres e deveriam ser remunerados por seu trabalho. Porém, as leis e declarações não eram suficientes para conter as hostilidades feitas com os índios. A lei de 1609 não conseguiu garantir a liberdade dos nativos e, dois anos depois, em 1611, Filipe III reafirmou a liberdade dos índios e definiu que, se houvesse rebelião ou guerras com os povos nativos, a necessidade de fazer a guerra contra eles seria discutida em uma Junta. Somente com a aprovação, a guerra aconteceria e os colonos poderiam apreender os índios. Na teoria, a escravização era restrita e condicionada. Na prática, não havia controle dos abusos cometidos pelos portugueses e os casos de captura de índios eram generalizados.
Os índios aliados e submissos tinham, dentro do possível, a liberdade garantida pelos colonizadores, porque os portugueses reconheciam que eles eram a principal mão de obra e força para garantir a defesa do território e a ampla exploração dos recursos naturais. Os indígenas que não resistiam ao projeto colonizador do Brasil tinham suas terras preservadas e ganhavam uma remuneração justa. Nesse sentido, a escravidão era determinada pela distinção entre os índios mansos, adeptos ao programa de civilização dos colonizadores; e os índios insubordinados e agressivos. Muitas vezes, o mesmo grupo de índios poderia ser considerado bom e depois agressivo. A escravização era legitimada pela guerra justa e o resgate, em situações de antropofagia e outras prisões entre índios de tribos diferentes. As guerras chamadas de justas eram as que visavam à expansão territorial e à evangelização dos nativos. No sertão amazônico, especialmente no Pará, os cativeiros eram violentos e ilegais. Mesmo com as leis, a situação de ilegalidade não era revertida, porque a prosperidade da expansão e colonização se devia à exploração dos indígenas.

#### Colonização amazônica
A região norte do Brasil era disputada pelos países europeus. Durante os reinados dos três Filipes no Brasil, havia poucos grupos de colonização no litoral do nordeste e o objetivo de expandir o território colonial com expedições para o interior do país, explorando o norte. A ocupação portuguesa do Pará, por exemplo, aconteceu em 1616, com a construção do Forte do Presépio em Belém. Antes da dominação portuguesa no local, o vale amazônico foi descoberto pelos espanhóis. Depois, a região foi explorada e ocupada pelos ingleses e holandeses. Em 1542, Francisco de Orellana explorou a Amazônia de oeste a leste, seguindo o rio Amazonas, no mesmo grupo de expedição de Gonzalo Pizarro, que havia conquistado o Peru. Em 1545, Francisco de Orellana voltou ao Amazonas, com o título de adelantado, nome dado aos primeiros espanhóis que exploraram o território americano. Francisco não obteve sucesso. Apenas em 1560, houve uma nova expedição espanhola à região, começando no Peru e chegando ao Oceano Atlântico no ano seguinte. Os integrantes dessa expedição assassinaram, no decorrer da viagem, o comandante, General Pedro de Ursua. Já os holandeses e ingleses iniciaram as expedições na região amazônica em 1596. A presença portuguesa na Amazônia teve início ainda no século XVI, quando foram criadas as capitanias. Os portugueses não realizaram expedições para lá, o que possibilitou a entrada e ocupação de outros povos europeus na região.
A competição mercantilista transferiu as tensões das rivalidades entre os povos europeus para as tribos indígenas, provocando divisões e conflitos entre as tribos do Brasil indígena e culminando na formação do Brasil colônia. Com finalidades políticas e econômicas, ingleses, holandeses e portugueses estabeleceram alianças com os povos nativos, aproveitando para explorar as antigas rivalidades tribais. A colaboração dos indígenas se tornou imposição dos portugueses, que obrigavam as tribos a trabalharem e lutarem pelos objetivos lusitanos de expansão do território e extração de riquezas naturais para o comércio. As disputas das tribos aliadas aos portugueses com indígenas aliados a outros países, como Inglaterra e Holanda, resultavam na captura de prisioneiros de guerra, que serviriam de escravos para estabelecer as primeiras instalações de Portugal na região norte. Dessa forma, a competição pela posse e domínio da mão de obra indígena teve papel fundamental na história de formação do país.

### Antecedentes

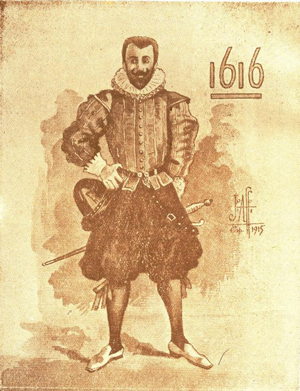
Francisco Caldeira Castelo Branco, capitão-mor português, fundador da cidade de Belém

Entre os anos de 1614 e 1615, os portugueses resolveram começar a expandir seu território em direção à região amazônica. A ocupação da Amazônia começa durante o período dos reis Felipes, época da União Ibérica. O progresso na conquista do Amazonas começou no final de 1615, quando os portugueses venceram os franceses e conseguiram ocupar São Luís. Nesse início das expedições na área, a chefia foi do Capitão Francisco Caldeira de Castelo Branco. Ele fundou Belém, com a necessidade estratégica de proteger a região amazônica. Por isso, no final de 1616, na região chamada de "Feliz Lusitânia" (Belém), Castelo Branco ordenou a construção de um forte, com o nome de Presépio. Os índios que dominavam a região eram os tupinambás, que não se mostraram agressivos nesse primeiro contato. Os colonizadores presentearam os indígenas com ferramentas e outros objetos que carregavam. A artilharia de São Luís passou a ocupar o forte recém-construído. Em 1617, o Pará começou a receber mais homens, com o intuito de manter a dominação na área. Um grupo de franciscanos, dirigidos pelo Frei Antônio de Merciana, chegou ao local e fundou uma casa, iniciando a relação com os índios tupinambás. Além dos perigos do comportamento dos indígenas, os portugueses ainda enfrentariam os ingleses e holandeses, que ocupavam as áreas próximas.

## As revoltas
A partir de fevereiro de 1617, a região seria palco de vários conflitos entre os portugueses e os tupinambás. No início, os índios desconfiavam dos portugueses, porque sabiam de outras tribos que haviam sido oprimidas e capturadas como escravas pelos colonos. Houve um choque, porque os tupinambás tinham uma relação amigável com os franceses, que estavam na região. Logo nas primeiras semanas, houve conflito entre portugueses e indígenas, porque Castelo Branco não conseguiu manter uma boa relação com os índios. Nas primeiras revoltas, os nativos enfrentaram grupos de colonos comandados pelo Sargento-Mor Diogo Botelho e pelo Capitão Gaspar de Freitas. As lutas resultaram em mortes de muitos indígenas e na destruição das aldeias do Caju e Mortiguera. Os tupinambás sofreram abusos e foram tratados com violência. Em reação a essa conduta dos portugueses, as tribos se uniram para atacar os colonos na área de Belém. Porém, o Forte do Presépio estava muito próximo aos indígenas e os portugueses conseguiram enfraquecer rapidamente o movimento, graças às armas guardadas no forte.
A luta dos tupinambás para a expulsão dos portugueses de suas terras foi mais sangrenta e longa do que os conflitos com os povos europeus que ocupavam o território amazônico anteriormente. A brutalidade com que os portugueses tratavam os indígenas era uma forma de acabar com as revoltas rapidamente e colocar medo nos demais, para que não repetissem os atos. A maioria dos índios rebeldes eram mortos e alguns eram presos, principalmente os líderes, que costumavam ser levados para serem mortos pelos canhões. Os tupinambás também realizavam assaltos no povoado português, causando tensão pela região. Diante dos acontecimentos, Castelo Branco se recusou a conversar com o rei e solicitar ajuda. Ainda no ano de 1617, ele pediu para o alferes Francisco de Medina atacar os inimigos de surpresa. A tentativa foi falha, porque os portugueses atacaram duas canoas e os índios fugiram a nado. Nas várias batalhas entre os dois grupos, os índios não dispunham das mesmas armas que os portugueses, mas tinham uma boa estratégia de atacar e se retirar constantemente, como numa guerrilha. No começo de 1618, para proteger o povoado, o governo português decidiu recrutar o Bento Maciel Parente, que foi nomeado assistente do Antônio de Albuquerque em Pernambuco. Bento obteve algumas vitórias contra os índios, o que originou uma disputa entre os próprios portugueses. Antônio queria levar os créditos pela conquista.
No dia 13 de janeiro de 1618, os tupinambás do Pará e do Maranhão se uniram para fazer um levante contra os abusos dos portugueses, em defesa de suas terras. Muitos indígenas foram mortos e os abusos continuaram. Outras pequenas revoltas aconteceram ao longo do tempo, porque os índios estavam sempre em alerta. Para agravar a situação, o capitão Francisco Caldeira Castelo Branco perdia a credibilidade entre a população portuguesa. O sobrinho do capitão havia assassinado um homem sem motivo e não foi punido pela ação. Castelo Branco foi deposto de seu cargo e retornou a Portugal, onde foi preso em 1618. Os desentendimentos eram a oportunidade para um novo ataque dos índios. Assim, no dia 7 de janeiro de 1619, os tupinambás se reuniram para atacar do Forte da cidade de Belém. O líder indígena, Cabelo de Velha, foi morto pelos portugueses. Como resultado, os colonos invadiram e atacaram cruelmente as aldeias de Iguape e Guamá.

### Consequências
Os conflitos brutais entre indígenas e portugueses resultaram em mortes e aprisionamentos. As relações entre os dois povos foi marcada pela violência e imposição dos lusitanos, muitas vezes disfarçada pela presença dos missionários. Baltazar Rodrigues foi enviado para substituir o capitão deposto Castelo Branco e teve o apoio do Capitão-Mor Jerônimo Fragoso para conter a situação de conflito na região. Com ele, Bento Maciel Parente, um colono conhecido pela crueldade, se deslocou ao local. O grande massacre promovido por ele fez com que os índios alguns sobreviventes se tornassem integrantes do exército português. Com o líder Cabelo de Velha morto, os demais foram obrigados a suprimir a revolta e se renderem, tornando-se prisioneiros de guerra. Os levantes dos índios acabaram servindo o esquema de captura de nativos para mão de obra escrava, reforçando as violências cometidas contra eles.